# P-adikus számok
A p-adikus számok, melyeket elsőként Kurt Hensel írt le 1897-ben, a racionális számok kiterjesztése, a valós számok és a komplex számok felé való kiterjesztéstől eltérő módon. A számelméletben használják fel elsősorban.

## Konstrukció
Legyen p rögzített prím. Definiáljuk a következő függvényt az egész számok halmazán:
Ha n eleme {\displaystyle \mathbb {Z} }, akkor legyen k a legnagyobb olyan kitevő, amelyre még {\displaystyle p^{k}} osztója n-nek. Nevezzük ezt a k-t n rendjének.
Teljesül a következő tulajdonság: ha adott két szám, a és b, akkor a/b rendje a rendje - b rendje. Ez alapján a rend kiterjeszthető a racionális számokra. A rend segítségével értelmezzük a p-adikus normát minden x eleme {\displaystyle \mathbb {Q} }-ra: {\displaystyle |x|_{p}={\dfrac {1}{p^{ord(x)}}}}, ha x nem egyenlő 0, és 0, ha x=0. Belátható, hogy ez valóban norma.
A racionális számok a p-adikus normából származtatott metrikával metrikus teret alkotnak, ami teljessé tehető. Ez a metrikus tér a p-adikus számok teste. Ez a teljessé tétel megfelel a valós számoknak.

## p-adikus kifejtés

### Motiváció
Minden egész szám felírható a p alapú számrendszerben:
{\displaystyle \sum _{i=0}^{n}a_{i}p^{i}}
ahol az {\displaystyle a_{i}} számok a {\displaystyle \{0,1,...,p-1\}} halmaz elemei. Például a 35 1·25 + 0·24 + 0·23 + 0·22 + 1·21 + 1·20 a kettes számrendszerben, röviden 1000112.
Ennek egy általánosítása végtelen összegek megengedése, ezzel a többi valós szám is leírható: az alsó határ mínusz végtelen.
{\displaystyle \pm \sum _{i=-\infty }^{n}a_{i}p^{i}.}
Ezek a sorok konvergensek a hagyományos értelemben vett abszolútértékre nézve. Jelentésüket a Cauchy-sorozatok alapján adhatjuk meg, az abszolútértékkel, mint metrikával. Például az 5-ös számrendszerben az 1/3 megfelel a 0,1313131313...5-nek. Így az egész számok felírhatók olyan alakban, hogy ai = 0 minden i < 0-ra, és minden ilyen alakú szám egész. Azonban ebben a felírásban elvész az egészek ábrázolásának egyértelműsége, mivel mindegyiknek van egy másik alakja is. Lásd a 0,999… cikket.

### A p-adikus számok bevezetése

A triadikus egészek reprezentáns karakterükkel a Pontryagin duális csoportból

A p-adikus számokkal máshogy terjesztjük ki a p alapú számábrázolást. Mivel p-adikus metrikában p nagy hatványai kicsik, és kis hatványai nagyok, ezért tekinthetjük a
{\displaystyle \sum _{i=k}^{\infty }a_{i}p^{i}}
alakú összegeket,
ahol {\displaystyle k} tetszőleges egész szám. Ezek a sorok konvergensek a p-adikus normában. Ezzel a megközelítéssel kapjuk a p-adikus számok p-adikus kifejtését. Ezek közül az egészek éppen azok, amelyek felírhatók úgy, hogy ai = 0 minden i < 0-ra.
A szokásos számábrázolásoktól eltérően, ahol az összegek jobbra terjednek, és a negatív hatványok kisebbek lesznek a kitevő abszolútértékének növekedésével, a p-adikus számok balra terjednek. Ez a tulajdonságuk sokszor megmutatkozik. Ezekkel a végtelen számokkal a szokott módon számolhatunk, ügyelve arra, hogy az osztást jobbról balra haladva végezzük, és a kivonás végtelen átvitelt eredményezhet.
Például az 1/3 5-adikus alakja …13131325, ami a 25, 325, 1325, 31325, 131325, 3131325, 13131325, … sorozat határértéke:
{\displaystyle {\dfrac {5^{2}-1}{3}}={\dfrac {44_{5}}{3}}=13_{5};\,{\dfrac {5^{4}-1}{3}}={\dfrac {4444_{5}}{3}}=1313_{5}}
{\displaystyle \Rightarrow -{\dfrac {1}{3}}=\dots 1313_{5}}
{\displaystyle \Rightarrow -{\dfrac {2}{3}}=\dots 1313_{5}\times 2=\dots 3131_{5}}
{\displaystyle \Rightarrow {\dfrac {1}{3}}=-{\dfrac {2}{3}}+1=\dots 3132_{5}.}
3-mal szorozva ezt a végtelen összeget a …00000015 számot kapjuk. Mivel ebben a kifejtésben nem szerepelnek negatív hatványok, ezért az 1/3 5-adikus egész.
p=3-ra ...0002000...00020...000002000..0.01 megfelel {\displaystyle (1-1/3^{n})/(3-1/3^{n})}-nak, ahol a 2-esek és a 2-es és az 1-es között mindenütt n nulla szerepel.
Vegyük észre, hogy a negatív számoknak is van p-adikus kifejtése, ezért nincs szükség előjelre.
Formálisan, a p-adikus kifejtésekkel definiálható a p-adikus számok Qp teste, míg a p-adikus egészek a Qp Zp részgyűrűjét alkotják. A kétértelműség elkerülése végett a maradékosztályok gyűrűjét Z/pZ vagy Z/(p) alakban is meg szokás adni.

## Jelölések
A p-adikus számokat többféleképpen is jelölik. Ebben a cikkben azt a jelölést használjuk, ahol az alapszám nagyobb hatványai balra nőnek. Ezzel a jelöléssel például
{\displaystyle {\dfrac {1}{5}}=\dots 121012102_{3}.}
Ebben a jelölésben számolva az átvitelt jobbról balra kell vinni. A jegyek fordított irányban is írhatók, amivel az átvitel jobbra mozoghat:
{\displaystyle {\dfrac {1}{5}}=2,01210121\dots _{3}{\mbox{ vagy }}{\dfrac {1}{15}}=20,1210121\dots _{3}.}
A p-adikus kifejtés más jegyeket is használhat. Például az 1/5 ternáris alakja a kiegyensúlyozott hármas számrendszer jegyeivel
{\displaystyle {\dfrac {1}{5}}=\dots {\underline {1}}11{\underline {11}}11{\underline {11}}11{\underline {1}}_{3}.}
ahol az 1 jegy értéke -1. A jegyek választhatók általánosabban is azzal a megkötéssel, hogy az összes p szerinti maradékosztály reprezentálva legyen.

## Konstrukciók

### Analitikus megközelítés
A valós számok definiálhatók racionális számok Cauchy-sorozatainak ekvivalenciaosztályaiként. Ez az osztályozás megengedi, hogy például 1,000… = 0,999… legyen. A Cauchy-sorozat definíciója metrikafüggő, tehát egy másik metrikában más sorozatok lehetnek Cauchy-sorozatok. A szokásos metrikát euklideszi metrikának hívják; ez a valós számokhoz vezet.
Legyen mostantól p egy rögzített prím! Ekkor a racionális számokon definiáljuk a p-adikus normát:
- Az x szám felírható, mint x = pn(a/b), ahol sem a, sem b nem osztható p-vel. Legyen |x|p = p-n.
- Ha x = 0, akkor legyen |x|p = 0.
- Ha x nem egész, és sem számlálója, sem nevezője nem osztható p-vel, akkor az n szám 0 lesz.

Például:
1=x = 63/550 = 2−1·32·5−2·7·11−1
így
{\displaystyle {\begin{aligned}|x|_{2}&=2\\[6pt]|x|_{3}&=1/9\\[6pt]|x|_{5}&=25\\[6pt]|x|_{7}&=1/7\\[6pt]|x|_{11}&=11\\[6pt]|x|_{\text{minden más prímre}}&=1.\end{aligned}}}
Ezzel a definícióval p nagy hatványai kicsik lesznek a p-adikus normában. A számelmélet alaptétele szerint minden nullától különböző egész prímfelbontása egyértelmű, azaz egyértelműen van véges sok különböző {\displaystyle p_{1},\ldots ,p_{r}} prímszám, és a hozzájuk tartozó nem nulla {\displaystyle a_{1},\ldots ,a_{r}} kitevők, hogy
{\displaystyle |x|=p_{1}^{a_{1}}\ldots p_{r}^{a_{r}}.}
A racionális számokra is igaz, ha negatív kitevőket is megengedünk, ahol a negatív kitevők a tovább nem egyszerűsíthető tört nevezőjének prímtényezős felbontásából adódnak.
Innen {\displaystyle |x|_{p_{i}}=p_{i}^{-a_{i}}} minden {\displaystyle 1\leq i\leq r} prímre, és {\displaystyle |x|_{p}=1\,} minden más {\displaystyle p\notin \{p_{1},\ldots ,p_{r}\}.}-re.
Ostrowski tétele szerint minden Q-n értelmezett norma ekvivalens az euklideszi normával, a triviális normával vagy valamelyik p-adikus normával. Tehát ekvivalencia erejéig csak ezek a normák léteznek, így ennyiféleképpen lehet teljessé tenni a racionális számokat.
A p-adikus norma által definiált metrika:
{\displaystyle d_{p}(x,y)=|x-y|_{p}\,\!}
A p-adikus számok Qp teste definiálható a (Q, dp) metrikus tér teljessé tételeként; elemei a Cauchy-sorozatok ekvivalenciaosztályai, ahol is azok a sorozatok tartoznak egy osztályba, amelyek különbsége a nullához tart. Így egy teljes metrikus teret kapunk, ami egyben test is, és tartalmazza Q-t.
Megmutatható, hogy Qp minden eleme felírható :{\displaystyle \sum _{i=k}^{\infty }a_{i}p^{i}} alakban, ahol k egy olyan egész, amire ak ≠ 0, és minden ai és minden ai eleme {0, …, p − 1}-nek. Ez a sorozat x-hez tart a dp metrikában.
Ezzel a normával Qp lokális test.

### Algebrai megközelítés
Algebrai megközelítésben először a p-adikus egészek gyűrűjét definiáljuk, és a p-adikus számok testét hányadostestként kapjuk.
Egy p-adikus egész megadható, mint a
(an)n≥1 úgy, hogy an eleme Z/pnZ-nek, és ha n ≤ m, akkor an ≡ am (mod pn).
sorozat. Minden m természetes szám definiál egy ilyen sorozatot azzal, hogy an = m mod pn, és így p-adikus egésznek tekinthető. Például a 35 diadikus egész sorozata (1, 3, 3, 3, 3, 35, 35, 35, …).
A gyűrű műveletei megadhatók, mint a sorozatok elemenkénti összegei és szorzatai. Ez jóldefiniált, mivel ezek a műveletek felcserélhetők a modulo operátorral.
Sőt, minden (an) sorozat, aminek első eleme nem nulla, invertálható. Ekkor minden n-re an relatív prím p-hez, ezért an és pn is relatív prímek. Így minden an invertálható modulo pn, és az így előállt inverzek sorozata inverze lesz az (an) sorozatnak. Például a 7, mint diadikus szám (1, 3, 7, 7, 7, 7, 7, ...). Ennek a diadikus inverze (1, 3, 7, 7, 23, 55, 55, 183, 439, 439, 1463 ...), aminek nem felel meg természetes szám, mivel szigorúan monoton nő.
Minden ilyen sorozat felfogható sorként is. Például a triadikus számok (3-adikus számok) körében a (2, 8, 8, 35, 35, ...) sorozat felfogható a 2 + 2·3 + 0·32 + 1·33 + 0·34 + ... sorként. Ennek a részösszegei éppen a sorozat elemei.
A p-adikus gyűrűben nincsenek nullosztók, így vehetjük a hányadostestét, Qp-t. Ebben a gyűrűben minden nem egész p-adikus szám felírható p−n u alakban, ahol n természetes szám, és u egység a p-adikus egészek gyűrűjében. Ez azt jelenti, hogy
{\displaystyle \mathbf {Q} _{p}=\operatorname {Quot} \left(\mathbf {Z} _{p}\right)\cong (p^{\mathbf {N} })^{-1}\mathbf {Z} _{p}.}
Jegyezzük meg, hogy S−1 A, ahol {\displaystyle S=p^{\mathbf {N} }=\{p^{n}:n\in \mathbf {N} \}} multiplikatív részfélcsoport a kommutatív egységelemes {\displaystyle A} gyűrűben. Ekkor {\displaystyle S} az {\displaystyle A} gyűrű hányadosteste.

## Tulajdonságok
A p-adikus norma nem arkhimédészi.

Kép a triadikus (p=3) egészekről: három 1/3 sugarú gömb,amelyek mindegyike 3 1/9 sugarú gömbből áll

A p-adikus számok megfeleltethetők a valós számoknak, ezért számosságuk kontinuum.
Topológiailag Cantor-halmazt alkotnak egy pont, a végtelen kivételével. Ez a halmaz lokálisan kompakt. A p-adikus egészek halmaza szintén Cantor-halmaz.
Ez test a szokásos műveletekre nézve. Ha a p prím helyett egy l összetett számot veszünk, akkor egy nem nullosztómentes gyűrűt kapunk.
Qp lokálisan kompakt Hausdorff-tér.
A p-adikus egészek gyűrűje a Z/pkZ gyűrűk inverz határértéke, de megszámlálhatatlan, és számossága kontinuum. Eszerint Qp megszámlálhatatlan. Az n rangú Prüfer-csoport endomorfizmusgyűrűje, Z(p∞)n, éppen a p-adikus egészek fölötti n×n-es mátrixok gyűrűje; erre néha Tate-modulusként hivatkoznak.
A valós számoknak csak egy valódi algebrai kiterjesztése létezik, a komplex számok, vagyis ez már algebrailag zárt. Ezzel szemben a p-adikus számok algebrai lezártjának foka végtelen a p-adikus számok teste fölött, ami azt jelenti, hogy végtelen sok egymással nem izomorf algebrai bővítése van. Habár egyértelmű Qp kiterjesztése az algebrai lezártjára, az nem lesz metrikusan teljes. Ennek teljessé tételét Cp vagy Ωp jelöli, ami algebrailag zárt. A komplex testtől eltérően nem lokálisan kompakt.
A {\displaystyle \mathbb {C} _{p}} test algebrailag izomorf a komplex számok testével. Ez az izomorfizmus a kiválasztási axiómán múlik. Így tekinthető úgy, mintha a komplex számokat egy egzotikus metrikával láttuk volna el.
Ebben a p-adikus résztest akkor és csak akkor tartalmazza az n-edik körosztási testet, ha n osztója p-1-nek.. Például az n-edik körosztási test akkor és csak akkor részteste Q13-nak, ha n = 1, 2, 3, 4, 6, vagy 12. Nincs multiplikatív torzió a p-adikus számokon, ha p > 2. Az egyetlen egységelemtől különböző véges rendű elem a -1.
A p-adikus számok fölött nem érvényes az integrálszámítás alaptétele:
A {\displaystyle f:\mathbb {Q} _{p}\to \mathbb {Q} _{p},\;x\mapsto \left({\frac {1}{|x|_{p}}}\right)^{2}} függvény nem konstans, deriváltja mégis 0.
Az exponenciális függvény szokásos sorfejtése, {\displaystyle \exp(x):=\sum _{n=0}^{\infty }{\frac {x^{n}}{n!}}}
konvergál a
{\displaystyle |x|_{p}<p^{\frac {-1}{p-1}}} sugarú körben.
Az e szám nem eleme a p-adikus számok testének, de e a p-ediken már igen, ha p nem egyenlő 2, ahol csak e a 4-ediken eleme. Ekkor e az algebrai lezártban már benne van, mint p-edik gyök.
Adott k számra Qp nem nulla elemeinek k-adik hatványainak multiplikatív csoportjának indexe véges.
Adva legyenek az r∞, r2, r3, r5, r7, ... elemek, ahol rp eleme Qp-nek, és ahol Q∞ = R. Ekkor van (xn) sorozat Q-ban, hogy minden p-re, beleértve a ∞-t, xn határértéke Qp-ben rp.
Definiáljuk a Zp -n a τ topológiát az Ua(n) = n + λ pa alakú halmazokkal, mint bázissal, ahol λ eleme Zp-nek, és a eleme N-nek. Ekkor Zp kompaktifikációja Z-nek az altértopológiában, ami a szokásos topológiában nem igaz. Ezt a topológiát Z-n p-adikus topológiának nevezzük.
A p-adikus egészek topológiája homeomorf a Cantor-halmaz topológiájával. A p-adikus számok fent definiált topológiája izomorf a Cantor-halmaz mínusz egy pont topológiájával, amely pont természetesen tekinthető a végtelennek. A p-adikus egészek kompaktak ebben a topológiában, míg a p-adikus számok csak lokálisan kompaktak. Metrikus térként mindkettő teljes.
Ha {\displaystyle \mathbf {K} } véges Galois-kiterjesztése {\displaystyle \mathbf {Q} _{p}}-nek, akkor a {\displaystyle {\text{Gal}}(\mathbf {K} /\mathbf {Q} _{p})} Galois-csoport feloldható.

## Racionális aritmetika
Eric Hehner és Nigel Horspool 1979-ben javasolta a p-adikus reprezentációt a számítógépeken. Előnye, hogy az összeadás, a kivonás és a szorzás az egész számokhoz hasonlóan végezhető, és az osztás is egyszerűbb, a szorzáshoz hasonlóan végezhető. A reprezentáció hátránya, hogy több helyet igényelhet, mint a számláló és a nevező szokásos tárolása; például, ha 2n − 1 Mersenne-prím, akkor reciproka 2n − 1 biten helyezhető el.

## Általánosítások és hasonló elgondolások
A valós számok és a p-adikus számok a racionális számok teljessé tételével kaphatók. Más algebrai számtestek is kiterjeszthetők hasonló módon.
Legyen D Dedekind-tartomány, és jelölje a hányadostestét E. Válasszunk egy nem nulla prímideált D-ben, jelölje P. Hogyha x nem nulla eleme E-nek, akkor xD törtideál, és egyértelműen felbontható pozitív és negatív kitevős nem nulla D-beli prímideálok szorzatára. Jelölje ordP(x) a P prímideál kitevőjét ebben a felbontásban, és választva egy tetszőleges, 1-nél nagyobb számot definiálhatjuk a P-adikus normát, mint:
{\displaystyle |x|_{P}=c^{-\operatorname {ord} _{P}(x)}.}
Az E testet teljessé téve ebben a |.|P normában az EP testhez jutunk, ami a p-adikus számokat általánosítja. A c szám választása nem szól bele a teljessé tételbe. Ha D/P véges, akkor kényelmes c-be D/P méretét helyettesíteni.
Például, ha E számtest, akkor Ostrowski tétele alapján minden nem triviális nem arkhimédészi norma származtatható, mint |.|P, ahol P prímideál. A többi nem triviális norma a valós, vagy a komplex számtestbe való beágyazással származtatható. A nem triviális nem arkhimédészi normák hasonlóan származtathatók a Cp-be történő beágyazásokból.
Gyakran mindezt számításba kell venni, hogyha E számtest, vagy általánosabban, globális test. amelyek lokális információt kódolnak.

## Lokális-globális elv
Helmut Hasse lokális-globális elve kimondja, hogy egy egyenlet pontosan akkor oldható meg a racionális számokon, ha megoldható a valós számokon, és megoldható a p-adikus számokon minden p prímre. Az elv teljesül például a kvadratikus alakokból származó egyenletekre, de nem teljesül a magasabb fokú, több határozatlanú polinomokra.